# 磐田市立福田中学校
磐田市立福田中学校（いわたしりつ ふくで ちゅうがっこう）は、静岡県磐田市福田中島にある市立中学校。

## 概要
2004年7月6日～9月21日にフジテレビ系で毎週火曜21:00から放送された『WATER BOYS2』の姫乃高校としてのロケ地として知られる。
海に近く、海岸から400m程の場所に存在する。そのため、アナログ放送時には校内のテレビで名古屋テレビ塔の電波の受信が可能であった。

## 沿革

### 年表
- 1949年4月 - 磐田郡福田町にて福田町外2か村組合立福田中学校として創立。
- 1957年 - 於保・南御厨地区の一部が加わり、福田町立福田中学校となる。
- 2005年4月 - 磐南5市町村合併により、磐田市立福田中学校となる。

## 学校行事
- 04月　入学式
- 05月　中間テスト、体育大会
- 06月　期末テスト
- 07月　終業式、夏休み
- 08月　夏休み、始業式
- 09月　修学旅行
- 10月　中間テスト
- 11月　かしわ祭、期末テスト
- 12月　持久走大会、終業式、冬休み
- 01月　冬休み、始業式
- 02月　学年末テスト
- 03月　卒業式、修了式

## アクセス
- 遠鉄バス 96掛塚さなる台線 ｢庄内新田｣停留所から、徒歩約20分